# Gare de Jaffna
La Jaffna railway station est une gare ferroviaire de la ville de Jaffna au Sri Lanka, sur la ligne Northern Line.